# San Timoteo (paroisse civile)
Pour les articles homonymes, voir San Timoteo.
San Timoteo est l'une des six paroisses civiles de la municipalité de Baralt dans l'État de Zulia au Venezuela. Sa capitale est San Timoteo.

## Géographie

### Situation

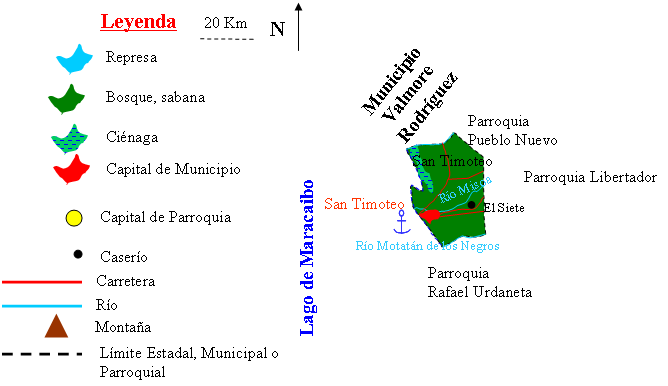
Carte simplifiée de la paroisse civile.

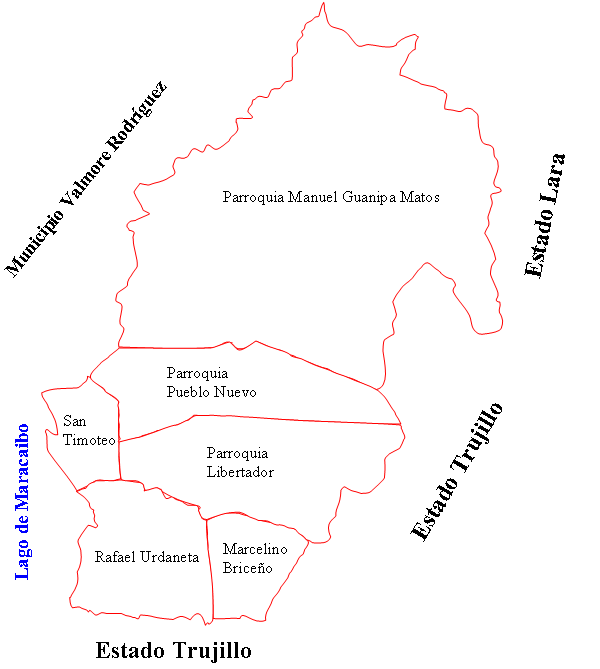
Localisation de la paroisse civile au sein de la municipalité.

La paroisse civile est la plus petite des six qui composent la municipalité. Elle est située au centre occidental de cette dernière au bord du lac de Maracaibo.

### Urbanisation
Les deux localités les plus importantes de la paroisse civile sont San Timoteo, également chef-lieu de la municipalité de Baralt et éponyme de la paroisse civile, et El Siete.

## Économie
La paroisse civile abrite la raffinerie de San Lorenzo, premier établissement du genre dans le pays, datant de 1917.